# Groot-Brakrivier
El Groot-Brakrivier és un riu al Cap Occidental, a Sud-àfrica. La desembocadura del riu es troba a la ciutat de Groot-Brakrivier que es toba a dins del municipi de Mosselbaai. Les ciutats més properes són Mosselbaai, a 24 km a l'oest i la ciutat més gran del sud del Cap George, a 34 km a l'est per carretera.
Els principals afluents del Groot-Brakrivier són els rius Perdebergrivier, Tweeriviererivier i Varingsrivier.
La presa de Wolwedans és l'única presa del riu.

## Història
El 1734 Jan de la Fontaine, governador de la província del Cap, va reclamar la badia de Mossel per a la Companyia Holandesa de les Índies Orientals i el riu Groot-Brakrivier va ser proclamat el límit oriental del Cap.
No s'ha de confondre aquest riu amb el Brakrivier a la província de Limpopo.